# Carlo Nordio
Carlo Nordio (Treviso, 6 febbraio 1947) è un politico, saggista ed ex magistrato italiano, dal 22 ottobre 2022 ministro della giustizia nel governo Meloni.

## Biografia
Laureatosi in giurisprudenza all'Università di Padova, è stato consulente della Commissione parlamentare per il terrorismo e presidente della Commissione ministeriale per la riforma del codice penale durante il secondo governo Berlusconi.
Nel 2010 scrisse, assieme all'ex deputato e futuro sindaco di Milano Giuliano Pisapia, il libro In attesa di giustizia. Dialogo sulle riforme possibili (Guerini e Associati). Ha collaborato con riviste giuridiche e quotidiani, tra i quali Il Tempo, Il Gazzettino e Il Messaggero .

### Attività giudiziaria
Entrò in magistratura nel 1977, negli anni '80 condusse le indagini sulle Brigate Rosse venete e sui sequestri di persona, che permisero di azzerare l'organizzazione e ottenere le condanne di tutti i brigatisti.

Negli anni Novanta prese parte all'inchiesta Mani Pulite, dirigendo le indagini a Venezia e facendo finire sotto processo il ministro democristiano Carlo Bernini e quello socialista Gianni De Michelis. Fu molto polemico con il pool di Milano, che accusava di essere mosso da intenti politici.

Carlo Nordio nel 1997

Tra il 1993 e il 1995 si occupò dell'inchiesta sulle cosiddette "cooperative rosse" o "COOP rosse", indagando su 278 persone coinvolte in appalti, inclusi i vertici del Partito Democratico della Sinistra (tra cui i segretari Achille Occhetto e Massimo D'Alema), senza però trovare tangenti e senza scoprire elementi sufficienti per chiederne il processo, così chiese l'archiviazione di 180 degli indagati (tra cui D'Alema, usando la formula "non poteva non sapere", da lui stesso criticata) mentre per altri 69 il GUP dichiarò l'incompetenza territoriale di Nordio. Il GUP accettò l'archiviazione solo di 9 di essi, chiedendo di trasmettere gli atti dei restanti ad altre procure per competenza, tra cui quelle per D'Alema e Occhetto, ma per questi il pubblico ministero Nordio non lo fece, per asserita dimenticanza, se non nel 2004, quando i termini erano ampiamente prescritti. D'Alema e Occhetto furono risarciti a causa di questo ritardo.
Nel 2014 divenne titolare dell'inchiesta sugli appalti del MOSE di Venezia che coinvolsero, tra gli altri, il sindaco di Venezia Giorgio Orsoni, poi assolto, e l'ex presidente della Regione Veneto Giancarlo Galan, condannato per corruzione.
È stato procuratore aggiunto della Procura di Venezia, con delega specifica per i reati delle pubbliche amministrazioni, occupandosi di reati economici, di corruzione e di responsabilità medica. È stato pensionato per raggiunti limiti di età nel febbraio 2017, avendo compiuto 70 anni.

### Attività politica
All'età di vent'anni, nel 1967, prese la tessera del Partito Liberale Italiano, a cui fu iscritto fino alla sua entrata in magistratura nel 1977.
Dopo il pensionamento come procuratore, in occasione dell'elezione del Presidente della Repubblica del 2022, il suo nome venne inserito dalla coalizione di centro-destra, in una conferenza stampa congiunta, nella rosa di candidati da sottoporre alle altre forze politiche, assieme a quelli di Letizia Moratti e Marcello Pera; successivamente Fratelli d'Italia decise di votare Nordio come candidato di bandiera, in contrasto con la ricandidatura del presidente uscente Sergio Mattarella, appoggiata dalla maggioranza del governo Draghi. In merito alla sua candidatura, Nordio commentò all'Agenzia Giornalistica Italia: "credo che la carica di capo dello Stato debba esser affidata a un politico e la mia cultura politica è teorica, non ho mai fatto parte neanche di un consiglio comunale. Comunque, se cercassero tra i giuristi, ce ne sarebbero di migliori".
In occasione dei referendum abrogativi sulla giustizia del 2022, si è fatto promotore delle ragioni del "Sì", entrando a far parte, come uno dei suoi maggiori esponenti, del consiglio direttivo del "Comitato SI per la Libertà, SI per la Giustizia" e presiedendolo.

#### Ministro della giustizia

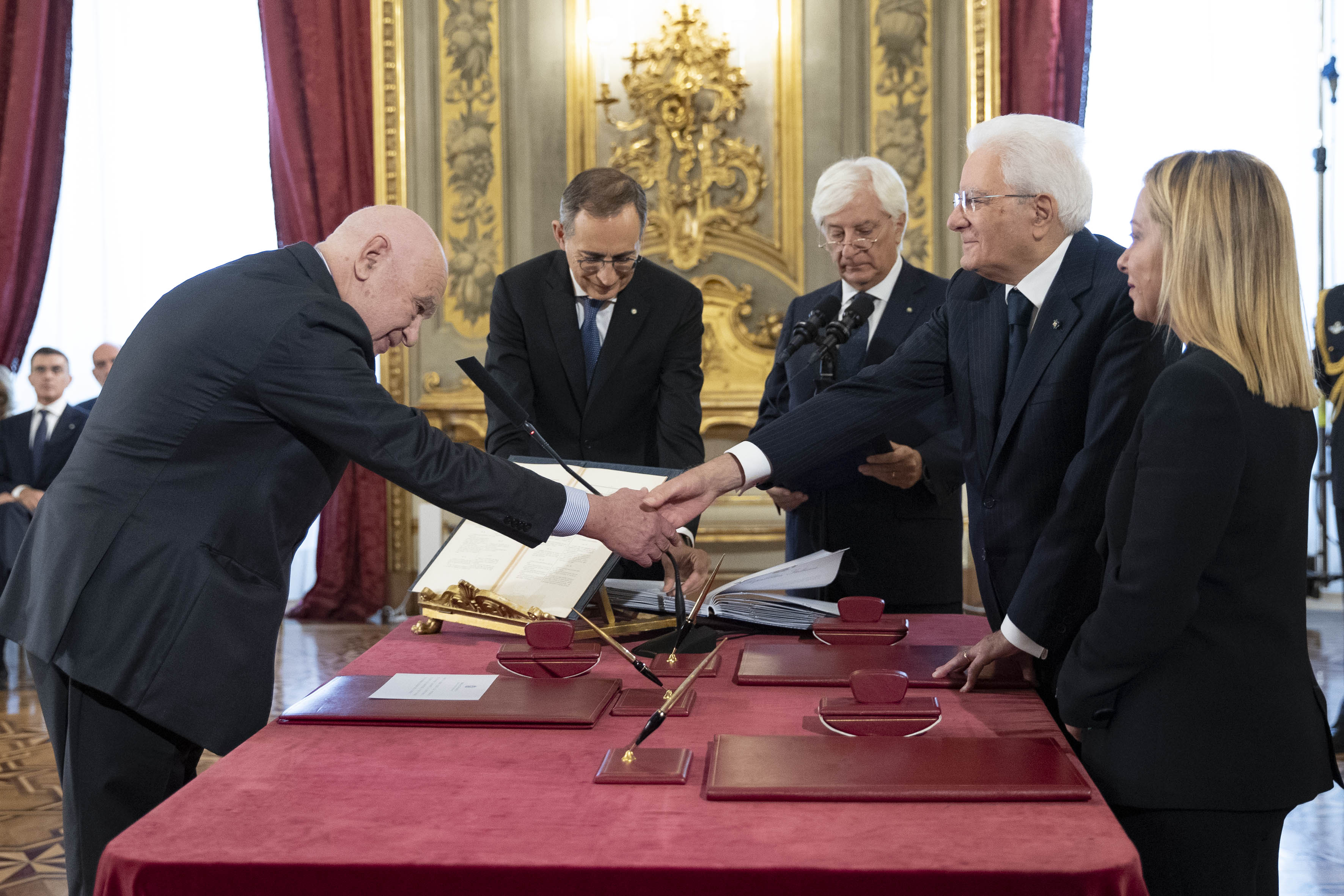
Nordio giura come ministro della giustizia al Quirinale nelle mani del presidente della Repubblica Italiana, Sergio Mattarella, il 22 ottobre 2022

Alle elezioni politiche anticipate del 2022 viene candidato alla Camera dei deputati per Fratelli d'Italia sia nel collegio uninominale Veneto 1 - 03 (Treviso), sostenuto dalla coalizione di centro-destra, oltreché come capolista nel collegio plurinominale Veneto 1 - 01, risultando eletto deputato nell'uninominale col 56,24% dei voti e superando nettamente la principale candidata del centro-sinistra, in quota Alleanza Verdi e Sinistra, Cristina Guarda (22,74%)..
Con la vittoria della coalizione di centro-destra alle elezioni e il successivo incarico di formare un governo affidato a Giorgia Meloni, il 21 ottobre 2022 Nordio è stato indicato quale ministro della giustizia; secondo fonti giornalistiche (fra le quali il Corriere della Sera), la sua nomina a guardasigilli è stata esplicitatamente richiesta da Giorgia Meloni al centro-destra, anche contro la volontà di Silvio Berlusconi che avrebbe voluto in quel ruolo l'ex presidente del Senato Maria Elisabetta Alberti Casellati. Il giorno successivo ha giurato nelle mani del Presidente della Repubblica Sergio Mattarella come ministro nel governo Meloni.
Durante il suo mandato viene approvato, su proposta di Nordio, un disegno di legge che abolisce il reato di abuso d'ufficio e si ridisegnano le procedure di appello avviate dai pubblici ministeri contro le assoluzioni, nonché l'utilizzo e la diffusione delle intercettazioni.

## Posizioni e idee politiche
Nordio è dichiaratamente liberale, atlantista ed europeista. Ha inoltre dichiarato che il suo politico preferito è Winston Churchill, affermando anche che alla sua stessa età questi aveva sconfitto Hitler, in risposta alle critiche sull'alta età media avanzate nei confronti del governo Meloni.
Fa parte della Fondazione Luigi Einaudi, di cui è componente del consiglio di amministrazione dal 5 dicembre 2018, ed è iscritto all'Associazione Luca Coscioni.
Si è espresso contro il Ddl Zan, sostenendo che per assurdo potrebbe punire chi contesta la pedofilia intesa come un orientamento sessuale (quando in realtà la pedofilia è una psicopatologia), e a favore del ripristino dell'immunità parlamentare e dell'eliminazione del reato di abuso d'ufficio.
Ha criticato l'uso, da lui ritenuto eccessivo, delle intercettazioni fatte dalla magistratura italiana nei confronti degli indagati, lamentando il fatto che lo Stato italiano spende a tal fine circa 200 milioni di euro ogni anno.

## Procedimenti giudiziari
Il 27 gennaio 2025 l'avvocato ed ex parlamentare Luigi Li Gotti ha inviato al procuratore della Repubblica Francesco Lo Voi un esposto contro Meloni, il sottosegretario Mantovano e i ministri Nordio e Piantedosi, per la vicenda del rilascio di Usāma al-Maṣrī Nağīm, dirigente della RADA (ex milizia islamista passata alle dipendenze del Ministero dell'Interno libico). Al-Maṣrī, a seguito di un mandato di cattura internazionale dalla Corte penale internazionale dell'Aja per crimini di guerra e contro l'umanità, era stato arrestato dalla DIGOS il 19 gennaio e poi rilasciato dalla Corte d'Appello di Roma due giorni dopo, a causa della mancata richiesta del Ministero della Giustizia di dare esecuzione al mandato di arresto internazionale per un asserito vizio di forma nel mandato di arresto. Subito dopo al-Maṣrī fu espulso dall'Italia. A seguito dell'esposto Nordio è stato iscritto nel registro degli indagati per favoreggiamento personale aggravato e rifiuto di atti d'ufficio aggravato. Il 6 agosto 2025 il Tribunale dei Ministri ha chiesto l'autorizzazione a procedere alla Camera dei Deputati per tutti i reati contestati.

## Opere
- Giustizia, Guerini e Associati, 1997
- Emergenza Giustizia, Guerini e Associati, 1999
- Crainquebille di Anatole France, Liberilibri, 2002
- In attesa di giustizia, Guerini e Associati, 2010
- Operazione Grifone, Mondadori, 2014
- Overlord, Mondadori, 2016
- La stagione dell'indulgenza, Guerini e Associati, 2019
- Giustizia. Ultimo atto. Da Tangentopoli al crollo della magistratura, Guerini e Associati, 2022

## Premi e onorificenze
- Premio Masi per la Civiltà Veneta, 2018.[37]